# ロジャー・マイヤーソン
ロジャー・ブルース・マイヤーソン（Roger Bruce Myerson、1951年3月29日 - ）は、アメリカ合衆国の経済学者で、メカニズムデザインの理論的基礎、特に最適オークションの基礎研究を確立した業績により、レオニード・ハーヴィッツ、エリック・マスキンとともに2007年のノーベル経済学賞を受賞した。

## 略歴
- 1951年 マイヤーソンはボストンのユダヤ人の家庭に生まれた。
- ハーバード大学に進学する。
- 1973年 ハーバード大学より応用数学の分野で修士号を得る。
- 1976年 ハーバード大学より博士号（Ph.D.）を取得する。
- 1976年 - 1979年 ノースウェスタン大学の助教授となる。ケロッグ経営大学院の経済学の教授を務める。
- 1979年 - 1982年 ノースウェスタン大学の准教授となる。
- 1982年 - 2001年 ノースウェスタン大学の教授となる。
- 2001年 - 2007年 シカゴ大学の教授となる。
- 2007年 - 現在 シカゴ大学の教授（Glen A. Lloyd Distinguished Service Professor）となる。

## 名誉および責任
- 1983年 計量経済学会のフェローとなる（2009年　計量経済学会会長を務める）。
- 1983年 - 1984年 グッゲンハイム財団のフェローとなる。
- 1984年 - 1986年 アルフレッド・P・スローン財団のフェローとなる。
- 1993年 アメリカ芸術科学アカデミーのフェローとなる。
- 2007年 ノーベル経済学賞を受ける（レオニード・ハーヴィッツ、エリック・マスキンと共に受賞）。
- 2009年 米国科学アカデミーの会員となる。
- 2009年 ジャン＝ジャックス・ラフォント賞（トゥールーズ）を受ける。

## 主要論文
- "Graphs and Cooperation in Games," Mathematics of Operations Research 2 (1977), 225-229.
- "Two-Person Bargaining Problems and Comparable Utility," Econometrica 45 (1977), 1631-1637.
- "Refinements of the Nash Equilibrium Concept," International Journal of Game Theory 7 (1978), 73-80.
- "Incentive Compatibility and the Bargaining Problem," Econometrica 47 (1979), 61-73.
- "Optimal Auction Design," Mathematics of Operations Research 6 (1981), 58-73.
- "Mechanism Design by an Informed Principal," Econometrica 51 (1983), 1767-1797.
- "Two-Person Bargaining Problems with Incomplete Information," Econometrica 52 (1984), 461-487.
- "Bayesian Equilibrium and Incentive Compatibility," in Social Goals and Social Organization, edited by L. Hurwicz, D. Schmeidler, and Hugo Sonnenschein, Cambridge University Press (1985), 229-259.

### 著書
- Game Theory: Analysis of Conflict, Harvard University Press, 1991.
- Probability Models for Economic Decisions, Duxbury Press, 2005.